# Сан Антонио спарси
Сан Антонио спарси (енгл. San Antonio Spurs) су амерички кошаркашки клуб из Сан Антонија, Тексас. Играју у НБА лиги (Југозападна дивизија).

## Историја клуба
Клуб је основан у Даласу 1967. године под именом Далас чапарелси и био је оригинални члан АБА лиге која се играла у периоду 1967—1976. Већ у својој првој сезони (1967/68.) Чапаралси долазе до финала западне дивизије (тада нису постојале конференције) што им је и био најбољи резултат у том такмичењу. У сезони 1970/71. мењају име у Тексас чапарелси али настављају да играју у Даласу. Након повратка старом имену остају још две сезоне у истом граду а онда је 1973. године група пословних људи из Сан Антонија преселила клуб и формирала Сан Антонио спарсе. До лета 1976. клуб наставља да игра у АБА лиги а 17. јуна 1976. године Сан Антонио спарси заједно са Денвер нагетсима, Њујорк нетсима и Индијана пејсерсима постају пуноправни чланови професионалне НБА лиге.
Прве четири сезоне Спарси су наступали у источној конференцији а највећи успех у том периоду био им је пласман у финале конференције 1979. године. Од лета 1980. селе се у своју западну конференцију где и данас наступају. Највећи успех клуба је освајање 5 шампионских прстенова (1999, 2003, 2005, 2007. и 2014) уз једно изгубљено НБА финале (2013). Уз то Спарси су 6 пута били шампиони западне конференције (1999, 2003, 2005, 2007, 2013. и 2014) и чак 22 пута шампиони своје дивизије (и то 1978. и 1979. централне дивизије, 1981, 1982, 1983, 1990, 1991, 1995, 1996, 1999, 2001, 2002. и 2003. средњезападне дивизије те 2005, 2006, 2009, 2011, 2012, 2013, 2014, 2016. и 2017. југозападне дивизије). Играли су још и 7 пута у финалу западне конференције (1982, 1983, 1995, 2001, 2008, 2012. и 2017) али тада нису успели да прођу у велико финале. Сан Антонио Спарси са 5 освојених прстенова налазе се на петом месту по успешности у читавој НБА лиги иза Бостон селтикса и Лос Анђелес лејкерса (по 17), те Чикаго булса и Голден Стејт вориорса (по 6). Раритет је то да су Спарси једини клуб који је као бивши члан АБА лиге успео да освоји шампионски прстен НБА лиге.

## Битни појединци

### УКући славних
- Клиф Хејган, крило, (1967—1969) — уврштен 1978.
- Џорџ „Ајсмен“ Гервин, бек, (1974—1985) — уврштен 1996.
- Мозиз Малон, центар/крило, (1994—1995) — уврштен 2001.
- Лари Браун, тренер, (1988—1992) — уврштен 2002.
- Доминик Вилкинс, крило, (1996—1997) — уврштен 2006.
- Дејвид Робинсон, центар, (1989—2003) — уврштен 2009.
- Артис Гилмор, центар, (1982—1987) — уврштен 2011.
- Денис Родман, крило/крилни центар, (1993—1995) — уврштен 2011.
- Џери Тарканијан, тренер, (1992) — уврштен 2013.
- Луи Дампир, бек, (1976—1979) — уврштен 2015.
- Трејси Макгрејди, бек, (2013) — уврштен 2017.
- Морис Чикс, бек, (1989—1990) — уврштен 2018.
- Тим Данкан, крилни центар, (1997—2016) — уврштен 2020.

### УФИБА Кући славних
- Дејвид Робинсон, центар, (1989—2003) — уврштен 2013.
- Ендру Гејз, бек, (1999) — уврштен 2013.
- Фабрисио Оберто, центар, (2005—2009) — уврштен 2019.

### Повучени бројеви
- 00 – Џони Мур, бек, (1980—1988) и (1989—1990)
- 6 – Ејвери Џонсон, плејмејкер, (1990—1991), (1992—1993) и (1994—2001)
- 9 – Тони Паркер, плејмејкер, (2001—2018)
- 12[2] – Брус Боуен, бек, (2001—2009)
- 13 – Џејмс Сајлас, бек, (1972—1981)
- 20 – Емануел Ђинобили, бек, (2002—2018)
- 21 – Тим Данкан, крилни центар, (1997—2016)
- 32 – Шон Елиот, крило, (1989—1993) и (1994—2001)
- 44 – Џорџ Гервин, бек, (1974—1985)
- 50 – Дејвид Робинсон, центар, (1989—2003)

### Остали значајни појединци
| - Дерек Андерсон - Спиди Клекстон - Антонио Данијелс - Тери Камингс - Вини Дел Негро - Марио Ели - Роберт Ори - Стив Кер - Џером Керси - Марк Олбердинг - Артис Гилмор - Џорџ Карл - Мајк Гејл - Пол Грифин - Алан Бристоу - Мајк Д'Антони - Коби Дитрик - Алвин Робертсон - Вили Андерсон - Стивен Џексон - Волтер Бери - Чак Персон - Џон Паксон - Брент Бери - Глен Робинсон - Ричард Џеферсон - Били Полц - Лари Кенон - Док Риверс - Ричард Џоунс - Дени Грин - Тони Паркер - Емануел Ђинобили | - Кевин Рестани - Мајк Мичел - Морис Чикс - Денис Родман - Дејл Елис - Антоан Кар - Џони Докинс - Џон Бисли - Вернон Максвел - Карл Херера - Антонио Макдајс - Малик Роуз - Тери Портер - Дејмон Стодемајер - Радослав Нестеровић - Ник ван Ексел - Џин Бенкс - Род Стрикланд - Самаки Вокер - Мајкл Финли - Гари Нил - Стив Смит - Фабрисио Оберто - Вил Пердју - Тијаго Сплитер - Арон Бејнс - Кори Џозеф - Брендон Пол - Жофре Ловерњ - Кајл Андерсон - Кавај Ленард - Пау Гасол - Давис Бертанс |

## Шампионски тимови Сан Антонио спарса

### Први прстен 1999.
Тим Данкан, Дејвид Робинсон, Шон Елиот, Ејвери Џонсон, Марио Ели, Малик Роуз, Антонио Данијелс, Џером Керси, Стив Кер, Џарен Џексон, Вил Пердју, Џерард Кинг, Ендру Гејз, Брендон Вилијамс и тренер Грег Попович.

### Други прстен 2003.
Тим Данкан, Дејвид Робинсон, Брус Боуен, Тони Паркер, Стивен Џексон, Малик Роуз, Емануел Ђинобили, Спиди Клекстон, Стив Кер, Кевин Вилис, Дени Фери, Стив Смит, Менке Батир и тренер Грег Попович.

### Трећи прстен 2005.
Тим Данкан, Радослав Нестеровић, Брус Боуен, Тони Паркер, Роберт Ори, Назр Мохамед, Емануел Ђинобили, Бено Удрих, Брент Бери, Девин Браун, Тони Масенбург, Глен Робинсон, Шон Маркс, Мајк Вилкс, Линтон Џонсон и тренер Грег Попович.

### Четврти прстен 2007.
Тим Данкан, Франсиско Елсон, Брус Боуен, Тони Паркер, Роберт Ори, Фабрисио Оберто, Емануел Ђинобили, Бено Удрих, Брент Бери, Мет Бонер, Мајкл Финли, Жак Вон, Мелвин Илај, Џеки Батлер, Џејмс Вајт и тренер Грег Попович.

### Пети прстен 2014.
Тим Данкан, Кауај Ленард, Марко Белинели, Тони Паркер, Борис Дијао, Тијаго Сплитер, Емануел Ђинобили, Патрик Милс, Дени Грин, Мет Бонер, Џеф Ерс, Кори Џозеф, Арон Бејнс, Демион Џејмс, Остин Деј и тренер Грег Попович.

## Финалисти НБА лиге

### Шампиони западне конференције 2013.
Тим Данкан, Кауај Ленард, Гари Нил, Тони Паркер, Борис Дијао, Тијаго Сплитер, Емануел Ђинобили, Патрик Милс, Дени Грин, Мет Бонер, Дехуан Блер, Кори Џозеф, Арон Бејнс, Трејси Макгрејди, Нандо де Коло и тренер Грег Попович.

## Списак свих тренера Далас (Тексас) шапарелса
- Клиф Хејган (1967—1969)
- Клиф Хејган и Макс Вилијамс (1969—1970)
- Макс Вилијамс и Бил Блејкли (1970—1971)
- Том Нисоки (1971—1972)
- Бејб Макарти и Дејв Браун (1972—1973)

## Списак свих тренера Сан Антонио спарса
| - Том Нисоки (1973—1974) - Том Нисоки и Боб Бас (1974—1975) - Боб Бас (1975—1976) - Даг Мо (1976—1979) - Даг Мо и Боб Бас (1979—1980) - Стен Албек (1980—1983) - Морис Макхон и Боб Бас (1983—1984) - Котон Фицсимонс (1984—1986) | - Боб Вајс (1986—1988) - Лари Браун (1988—1991) - Лари Браун и Боб Бас (1991—1992) - Џери Тарканијан и Џон Лукас (1992—1993) - Џон Лукас (1993—1994) - Боб Хил (1994—1996) - Боб Хил и Грег Попович (1996—1997) - Грег Попович (1997—данас) |

## Домаће дворане

### Далас (Тексас) Чпаралси
- (1967—1973)
- (1967—1973)
- (1970—1971)
- (1970—1971)

### Сан Антонио спарси
- (1973—1993)
- (1993—2002)
- (бивши SBC Center) (2002—данас)